# Sấu (thực vật)
Sấu hay còn gọi long cóc, sấu trắng (danh pháp hai phần: Dracontomelon duperreanum) là một loài cây sống lâu năm, lá thường xanh/bán rụng lá thuộc họ Đào lộn hột (Anacardiaceae).

## Mô tả
Cây sấu là loài cây gỗ lớn, sống lâu năm(có trể trên 1.000 năm), có tán lá rộng và thường xanh. Cây sấu là loài cây có biên độ sinh thái rộng, phù hợp với đất đai và khí hậu ở miền Bắc, có nhiều tác dụng, đặc biệt là khả năng phòng hộ bền vững, kỹ thuật trồng đơn giản. Cây sấu mọc tốt trên đất có thành phần cơ giới từ cát pha đến thịt trung bình, thoát nước, các loại đất phù sa ven sông, ven suối, đất đồi núi còn có tính chất đất rừng mát, ẩm, có độ sâu >50cm, dốc khoảng 250, nơi có nhiệt độ bình quân năm từ 20 - 25oC, lượng mưa năm lớn hơn hoặc bằng 1.500mm, độ ẩm không khí từ 86% trở lên và có mùa nóng, lạnh rõ rệt.
- Thân: Có thể cao tới 30m. Cành nhỏ có cạnh và có lông nhung màu xám tro.
- Rễ : Sấu là cây có rễ cọc và bạnh vè.
- Lá : Lá kép mọc so le, hình lông chim dài 30-45 cm, với 11-17 lá chét mọc so le. Phiến lá chét hình trái xoan, đầu nhọn gốc tròn, dài 6-10 cm, rộng 2,5-4 cm, dai, nhẵn, mặt dưới có gân nổi rõ.
- Hoa: Cụm hoa thuộc loại hoa chùm, mọc ở ngọn hay gần ngọn; hoa nhỏ, màu trắng xanh, có lông mềm. Cây  ra hoa vào mùa xuân - hè và có quả vào mùa hè - thu.
- Quả: Quả là loại quả hạch hình cầu hơi dẹt, đường kính khoảng 2 cm, khi chín màu vàng sẫm; chứa một hạt. Quả được thu hái vào giai đoạn tháng 7 đến tháng 9. Quả dùng tươi để nấu canh hay lấy cùi thịt của quả để làm tương giấm hay mứt sấu, ô mai, sấu dầm v.v. Nó cũng có một số tác dụng trong điều trị một số chứng bệnh và được sử dụng trong y học cổ truyền phương Đông. Xem thêm bài quả sấu.
- Hạt: Mỗi quả có một hạt, hạt màu trắng, thô ráp, có nhiều gai và tơ mềm kết với thịt quả. Cây tái sinh bằng hạt tốt nên việc nhân giống không khó. (Theo Rau rừng Việt Nam)[1].

## Thành phần hóa học
Quả sấu chín chứa 80% nước, 1% axít hữu cơ, 1,3% protein, 8,2% gluxit, 2,7% xenluloza, 0,8% tro, 100 mg% calci, 44 mg% phosphor, sắt và 3 mg % vitamin C.

## Tại Việt Nam

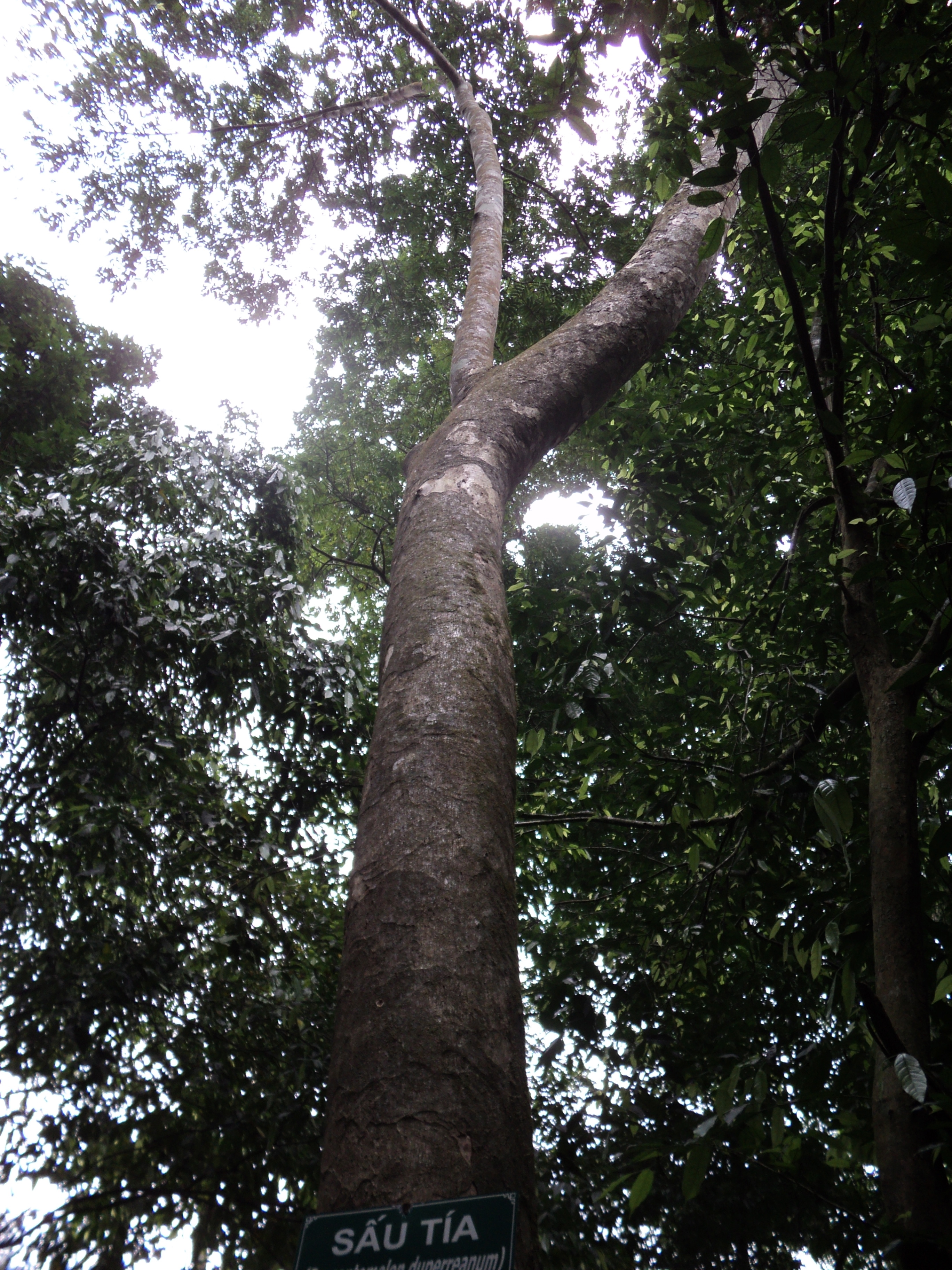
Sấu ở Vườn quốc gia Phong Nha - Kẻ Bàng.

Các cây mọc trong rừng thuộc loại bán rụng lá, trên đất đỏ sâu hoặc sâu trung bình, ở cao độ từ khoảng 0–600 m trong khu vực Lạng Sơn, Bắc Kạn, Thái Nguyên tới vùng đồng bằng ven biển và cao nguyên Trung Bộ; ít gặp ở vùng Nam Bộ. Cây cũng hay được trồng ở nhiều nơi để lấy bóng mát và lấy quả, ưa trồng ở nơi đất cát pha.